# Viipurin Palloseura
Viipurin Palloseura (kurz ViPS) war ein finnischer Sportverein aus Viipuri. Der Verein wurde 1928 gegründet und löste sich mit dem Fall der Stadt Viipuri an die Sowjetunion infolge des Winterkriegs 1939/40 auf.
Die größten Erfolge feierte der Klub im Bandy. 1931 und 1936 wurde ViPS finnischer Meister, 1934 Vizemeister. Im Eishockey erreichte der Klub in der Saison 1928/29 die Endrunde um die finnische Meisterschaft, scheiterte aber im Halbfinale mit 3:4 an Helsingin Palloseura. Die Fußballabteilung gehörte 1930 zu den Gründungsmitgliedern der Mestaruussarja, der höchsten landesweit ausgespielten Spielklasse im finnischen Fußball. Nach einem vierten Platz 1930 stieg ViPS jedoch 1931 aus der Liga ab.

## Erfolge

### Bandy
- Finnischer Meister 1931 und 1936
- Finnischer Vizemeister 1934

### Eishockey
- Finnische Meisterschaft Halbfinale 1929

## Bekannte Mitglieder
- Yrjö Asikainen (1928–2008), Fußballspieler